# Set Sagraments

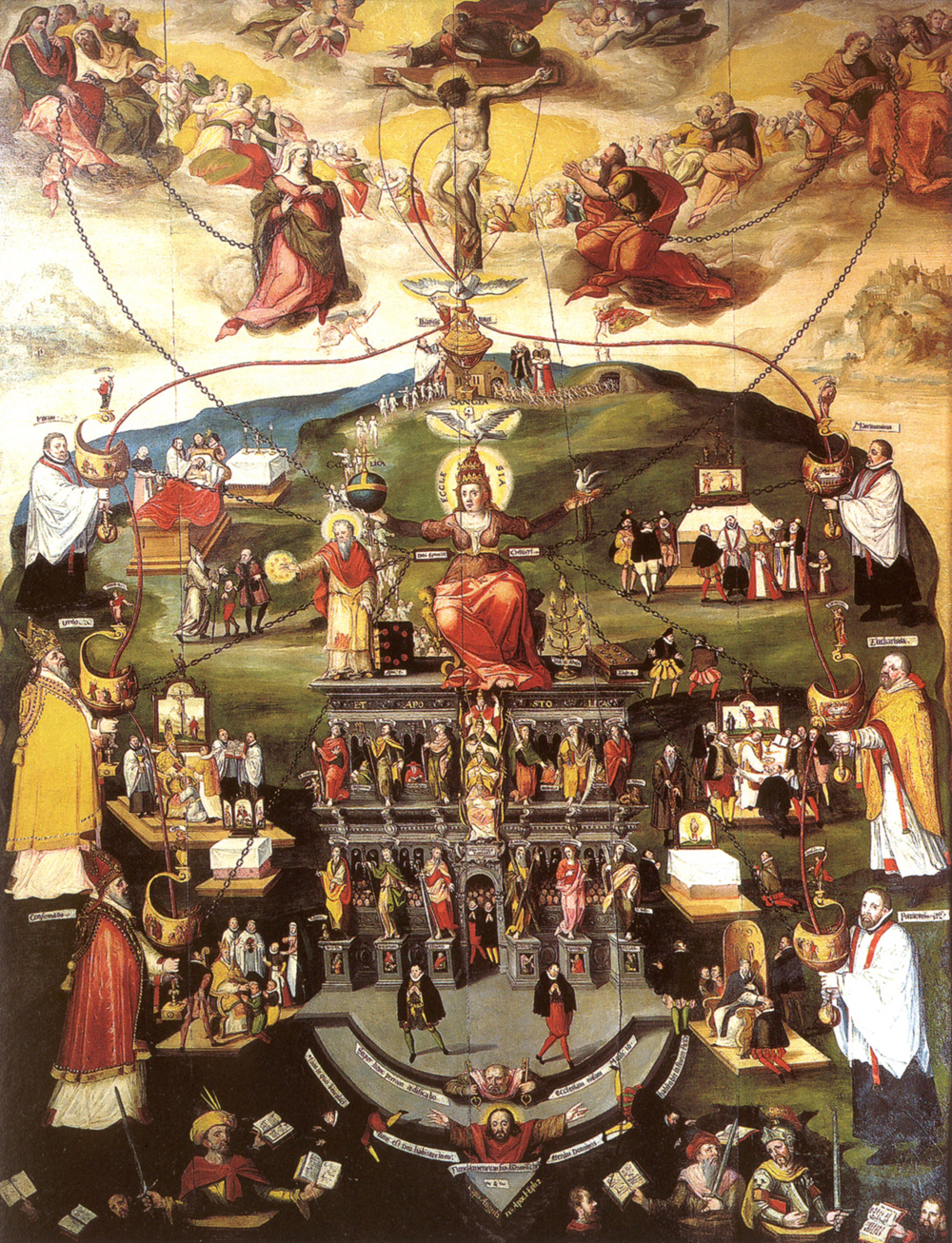
La distribució de les gràcies divines per mitjà de l'Església catòlica i els sagraments (Johannes Hopffe, Hildesheim, abans del 1615)

Els sagraments, a la teologia de l'Església catòlica, són signes sensibles i eficaços (és a dir, perceptibles i que basten en si mateixos) de la gràcia invisible de Déu. Per ells s'atorga la vida divina, oferint al creient la possibilitat de ser fill de Déu. Van ser instituïts per Jesucrist i confiats a l'Església.
Els sagraments s'administren en diferents moments de la vida del cristià i simbòlicament l'abasten completament, des del baptisme (que se sol administrar als nens) fins a la unció dels malalts (que abans del Concili Vaticà II s'aplicava només als que estiguessin en perill de mort).
La majoria dels sagraments només poden ser administrats per un sacerdot. El baptisme, en ocasions excepcionals, pot ser administrat per qualsevol seglar, o fins i tot no cristià, que tingui la intenció de fer amb el signe el que l'Església fa. Al sagrament del matrimoni els ministres són els mateixos contraents.

## "Sagrament" al Nou Testament

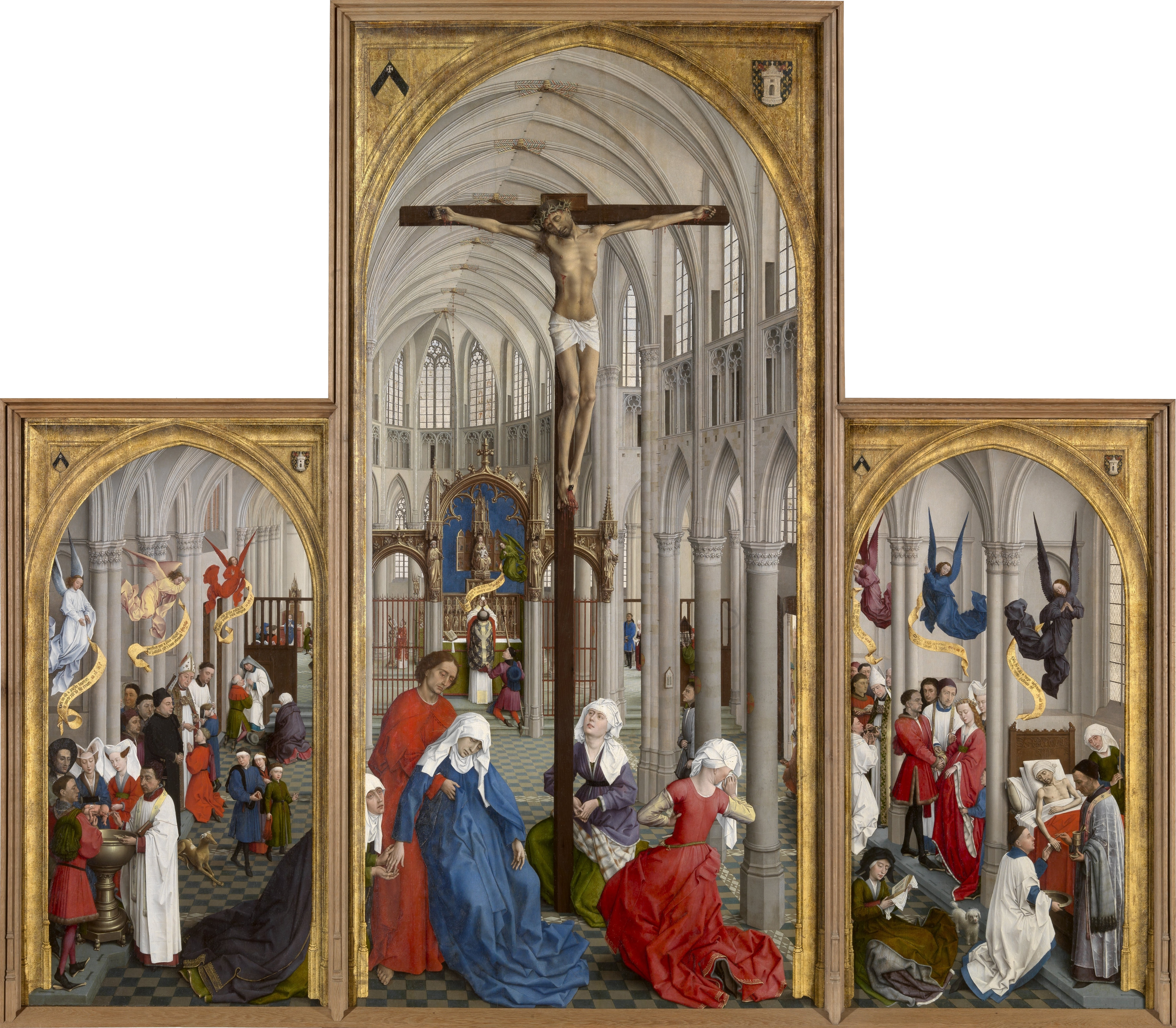
Tríptic dels Set Sagraments, de Roger van der Weyden.

El primer terme teològic que els Pares van usar per designar en general els ritus cristians va ser el de «mysterion». El terme llatí «sacramentum» és una traducció d'aquest, i la Vulgata gairebé invariablement el fa servir per traduir la paraula grega de les Escriptures originals.
Pel que sembla, l'expressió ve de l'ambient jueu i no del grec (on indicava de vegades la divinitat, o sia, els seus «secrets») i es relaciona amb deliberació, consell, o designi cap a la salvació o el judici final. A l'Evangeli es fa servir a Mc 4,11 i els seus textos paral·lels: «els misteris del Regne de Déu», és a dir, la voluntat de Déu que tots els homes se salvin: aquesta salvació és oferta per Crist a través del seu sacrifici a la creu.
A les cartes de Pau de Tars apareix unes 21 vegades. Indicaria el pla salvífic secret de Déu que s'ha realitzat definitivament en Crist, i que dona lloc al període considerat com a final de la història (ja que no s'espera una nova revelació o aliança) i que consisteix en la recapitulació o unió de totes les coses en el Crist (grec antic: ανακεφαλαιωσις Així inclou Crist, però també tot el que va realitzar per salvar els homes i, per tant, el seu cos místic que és l'Església. En la mesura que els gentils participen d'aquesta salvació i de l'Església acceleren la plenitud final de la salvació.
Per tant, es pot dir que, des del punt de vista bíblic, "mysterion" o sagrament són signes i prodigis que realitzen la voluntat divina que tots els homes se salvin per mitjà de l'Església, i actualitza el signe i prodigi fonamental: Crist en la seva Encarnació, Mort i Resurrecció.

## Sagrament a la patrologia

### Patrología grega

#### Als segles I i II
En els escriptors dels segles I i II la paraula μυστεριον (mysterion) es reservarà a «esdeveniment de salvació». Per Sant Ignasi d'Antioquia, mysterion són els fets salvífics de la vida de Crist. Sant Justí aplica mysterion a més a les figures i profecies de l'Antic Testament (i compara els ritus cristians amb els mysteria de les religions mistèriques). Sant Ireneu de Lió no fa servir la paraula per evitar confusions amb el gnosticisme.

#### Alsegleiii(Pares alexandrins)
Es diu mysterion a la relació oculta entre imatge i arquetip que és revelada a l'iniciat mitjançant un ensenyament (mystagogia). Així es va aplicar als ritus cristians i als fets salvífics sempre tenint present el designi de Déu per a la salvació dels homes i les figures que la litúrgia ofereix per significar-los. Climent d'Alexandria utilitza mysterion per indicar els ritus de culte siguin aquests pagans o cristians. Orígenes fa servir el terme amb un sentit platònic, és a dir, com a símbol o tipus de la història de la salvació quan Crist és present en tota ella.
Li devem a Orígenes una definició de signe que serà utilitzada en teologia sacramental per sant Agustí d'Hipona: «signe és una realitat sensible que enllaça amb una realitat invisible».

#### Al segle IV i V
A causa de la decadència del paganisme, el terme mysterion es va anar popularitzant, atès que ja no hi havia la possibilitat de confusió amb els cultes gnòstics. Sant Atanasi d'Alexandria, dona al terme el sentit d'un designi salvífic que es va realitzar en el passat i se celebra en la litúrgia. Tant Basili el Gran com Gregori de Nissa i Gregori de Nazianz subratllen la intervenció divina en el món que és també una elevació de la realitat mundana. Així, el mysterion del designi de salvació es distribueix en els tres fets principals d'aquesta elevació: l'Encarnació, Pentecosta i l'Eucaristia. Joan Crisòstom utilitza amb freqüència la paraula «mysterion» per referir-se als ritus cristians. Ciril de Jerusalem l'identifica amb l'esdeveniment de salvació realitzat per Déu a través de Crist que se celebra a través de la litúrgia. Per això, les seves catequesis mistagògiques són una introducció del fidel a la vivència dels principals ritus: el baptisme, la unció i l'Eucaristia.
Amb Pseudo-Dionís l'Aeropagita, aquesta identificació de mysteria amb els ritus propis de l'Església esdevé sistemàtica. En primer lloc, defineix mysterion com les accions rituals que per mitjà de la invocació de l'Església l'Esperit Sant, la gràcia salvadora de Déu actua sobre les persones o coses. Després distingeix tres aspectes de mysteria:
1. Les consagracions (baptisme, comunió i unció)
2. Els consagrants: bisbe, sacerdot, diaca.
3. Els consagrats: inferiors, purificats, terapeutes o monjos.

### Patrologia llatina

#### Alsegleiii
Al nord de l'Àfrica es va popularitzar la traducció «sacramentum» per la paraula mysterion encara que també es va usar la veu llatinizada «mysterium». Tertulià, en partir de la noció jurídica que l'expressió «sacramentum» tenia en la cultura romana (un jurament de fidelitat amb caràcter religiós), ho va aplicar al baptisme, ja que segons el seu criteri a través d'aquest últim es realitza un pacte entre Déu i el batejat. Però també va conjuminar la noció grega de mysterion, i ho va aplicar als altres ritus cristians. Cebrià de Cartago va assumir aquests sentits i els va donar un abast eclesial en introduir la relació amb el bisbe del batejat.

#### Als segles IV-V
En aquest període, l'expressió «sacramentum» era emprada amb el mateix sentit de mysterion, relacionat amb els actes de culte de l'Església. Ambròs de Milà va ampliar l'abast de l'expressió amb reflexions que van trobar poc ressò en els seus contemporanis: entenia sacramentum com els fets de la història de la salvació i trobada amb Jesucrist.
Agustí d'Hipona utilitza el terme sacramentum com a significat de ritus, tant del poble elegit com de l'Església. També ho fa servir per indicar les figures o signes del Crist en l'Antic Testament i finalment per al·ludir al «dipòsit de la fe». També empra la paraula mysterium com a significat d'allò amagat, l'ocult d'acord amb el sentit grec antic.

No obstant això, desenvoluparà una àmplia teologia del signe d'alguna cosa sagrada encara que amb gran influència de la seva filosofia platònica: la seva reflexió s'emprarà després en la teologia sacramental.
Reconeix que aquests signes sagrats han de tenir un element material i una paraula que els completa i que permet l'aplicació de la idea de memorial del culte hebreu. Així després ofereix una definició en la seva carta a Januari (carta 55) on relaciona el sagrament amb una commemoració.
Qui es fa garant de l'eficàcia d'aquests sagraments, segons Agustí, és Crist mateix a través dels ministres del culte. 

La disputa d'Agustín amb els donatistes, li oferirà l'oportunitat d'establir una nova distinció per la qual se separa la validesa d'un sagrament de la seva eficàcia (el baptisme dels donatistes seria vàlid però no donaria la gràcia de la fe). En teologia després es dirà «signum» (signe) a l'element extern vàlid i «res» a la gràcia concomitant.
Els autors posteriors (Lleó I el Magne, Gregori el Gran) van tractar mysterium i sacramentum com a sinònims i els donaren l'abast general que tenien a la teologia grega.

## Sagrament a l'escolàstica
Durant la primera edat mitjana i després de les invasions germàniques, la filosofia neoplatònica que servia de base a la reflexió dels Pares, va ser perdent influència. La noció de mysterion es va començar a aplicar només per la veritat revelada que exigeix un assentiment de fe. El terme sagrament va quedar per indicar un signe concret pel qual Déu actua.
En la mesura que la noció de signe va perdre consistència ontològica per traslladar-se al nivell de pura referència, es van produir problemes per a la correcta comprensió del dogma sobre la presència real de Crist en l'Eucaristia. Així es va fer necessària una reflexió més profunda sobre la noció de sagrament que permetés establir adequadament la seva virtualitat. Devem a Berenguer de Tours una definició que va tenir molt èxit posterior: «Forma visible d'una gràcia invisible», on forma indica només la referència però no la presència real.
Hug de Sant Víctor és el primer a escriure un tractat sobre els sagraments:De sacramentis christianae fidei. I ofereix la seva pròpia definició, que té encara tota la història de la salvació, però en redueix l'àmbit:
| «                          | (llatí) Sacramentum est corporale vel materiale elementum foris sensibiliter propositum, ex similitudine representans et ex institutione significans, et ex sanctificatione continens aliquam et invisibilem et spiritualem gratiam | (català) Sagrament és l'element físic o material sensiblement proposat fora, que representa la similitud i significa la institució, i que per la santificació conté una gràcia invisible i espiritual | » |
| — De sacramentis..., I 9 2 | | |   |

Però aplica aquesta noció de sagrament no només als sagraments actuals de l'Església catòlica sinó també als que Ella anomena «sacramentals».
Mentre els sagraments van prenent forma com ritus, s'inicia la reflexió -de la mà de la influència progressiva de la filosofia aristotèlica - sobre allò essencial de la cerimònia o allò que no pot faltar perquè el sagrament sigui vàlid. La noció de causa i la distinció de matèria i forma van enriquir de manera notable la reflexió sobre els sagraments. A través de la noció de causa, Pere Llombard va reintroduir l'eficàcia del sagrament que serà «causa de la gràcia de la qual és imatge». Així es va poder fixar el nombre de set (encara que alguns diuen que més aviat fou per una elecció de conveniència). Hugues de Saint-Cher va introduir la distinció matèria i forma en el sagrament a partir de la definició d'Agustí d'Hipona.
Tomàs d'Aquino va tractar extensament dels sagraments en la seva obra. Assumeix la reflexió anterior sobre el sagrament com a medicina del pecat, però l'enriqueix amb el sentit d'acte de culte (també present en els autors anteriors) i en la tercera part de la Summa Theologica, al tractat que els dedica, els proposa com a comunicació i aplicació de la salvació de Crist per santificació dels homes. Així pren els elements de la reflexió anterior i els enriqueix amb la filosofia aristotèlica. Una definició que ofereix per incloure tots aquests aspectes és la següent:
| «             | (llatí) Sacramentum proprie dicitur quod ordinatur ad significandam nostram sanctificationem. In qua tria possunt considerari, videlicet ipsa causa sanctificationis nostrae, quae est passio Christi; et forma nostrae sanctificationis, quae consistit in gratia et virtutibus; et ultimus finis nostrae sanctificationis, qui est vita aeterna. Et haec omnia per sacramenta significantur. Unde sacramentum est et signum rememorativum eius quod praecessit, scilicet passionis Christi; et demonstrativum eius quod in nobis efficitur per Christi passionem, scilicet gratiae; et prognosticum, idest praenuntiativum, futurae gloriae. | (català) El misteri, pròpiament parlant, es diu que és ordenat per significar la nostra santificació. En quines tres coses poden ser considerats, a saber, la causa real de la nostra santificació, que és la passió de Crist, i per la forma de la nostra santificació, la qual consisteix en la gràcia i les virtuts, i la finalitat última de la nostra santificació, que és la vida eterna. I tot això es signifiquen pels sagraments. Per tant, un sagrament és un signe que recorda el que precedeix a la Passió de Crist, i demostra el que es fa en nosaltres per la Passió de Crist, és a dir, per la gràcia, i un pronòstic, és a dir, una predicció de la glòria futura. | » |
| — III q60 a3c | | |   |

Així ho proposa si és com a signe però també com a causa i, per tant, recupera la seva eficàcia sobrenatural. I col·loca la causa eficient a tres nivells: la de Déu que causa la gràcia, la de la humanitat de Crist que va obtenir la salvació i la del ministre pel sagrament mateix.
Quant a l'aplicació de la distinció matèria i forma, subratlla el valor més gran de la forma (paraules) i considera «matèria» no els elements sinó les accions.

Per a Tomàs d'Aquino, l'eficàcia del sagrament depèn en bona part de la fe encara que en menor grau en aquells sagraments que ofereixen una disposició de la persona que el rep per als actes de culte. Aquesta disposició és el que Tomàs anomena «caràcter sacramental».
Pel que fa al nombre de sagraments ofereix el de set, perquè parteix d'una reflexió antropològica relacionada amb les circumstàncies de l'home: naixement, creixement, nutrició, malaltia, vigor primer, propagació, govern. Aquesta consideració amb algunes variants ha estat adoptada pel Catecisme de Joan Pau II (cf. nn. 1210-1211).
Al Segon Concili de Lió es va llegir una professió de fe que afirma «septem ecclesiastica sacramenta» (cf. DS 860). El període posterior és el de les disputes entre les escoles franciscana i dominica sobre el problema de la causalitat del sagrament.

## El Concili de Trento i l'època posttridentina
El tema central de la controvèrsia amb els protestants era el de la justificació. Per això, allà es va dirigir el pensament dels participants en el Concili de Trento encara que no tenien la intenció d'elaborar tractats sistemàtics sobre els problemes debatuts.

### La Reforma
En general la teologia de la Reforma nega l'eficàcia del sagrament en relació amb la gràcia, atès que ho considera només una acció humana que no pot fer que en depengui l'acció divina. Luter afirma que els sagraments són mitjans per augmentar la fe, aquella fe que ens fa creure en qui ens ha obtingut la salvació. El signe, sigui quin sigui, és incapaç de substituir la fe del cristià i, en última instància, resulta ineficaç en si mateix. Aquesta noció de sagrament li va permetre reduir el seu nombre a tres (Baptisme, Comunió o Sant Sopar i Penitència) i després a dos (la Penitència seria un record del baptisme destinat a encoratjar els seus fruits en els participants). Però també, donada la major amplitud de la definició, va poder afirmar que la mateixa Escriptura era un sagrament perquè promou en l'ànima l'acció de la gràcia per mitjà de la fe.
Joan Calví, que té com a base la seva teoria sobre la predestinació i la passivitat de l'acte de fe, dona als sagraments el valor de testimoniatge extern o prova de l'acció divina en l'ànima.

### El Concili de Trento
El Concili de Trento va dedicar la seva sessió setena a tractar el tema dels sagraments. Encara que no va oferir una definició formal de sagrament va fixar la ja tradicional expressió de Berenguer de Tours: «forma visible de la gràcia invisible», i usà a més la categoria del símbol que conté i confereix la gràcia que significa. A més es va establir el nombre de set sagraments. També, i això malgrat les disputes entre els teòlegs i bisbes, es va acceptar l'afirmació per la qual els sagraments haurien estat instituïts per Jesucrist (encara que les escoles presents definien de diverses maneres la noció d'«institució»). Ara bé, el comú origen i la impossibilitat de modificar la seva substància, no implica -sempre segons els pares conciliars- que tots els sagraments siguin iguals en dignitat.
En contra de la teologia de la Reforma, el Concili va afirmar l'eficàcia dels sagraments sempre que el receptor no posi obstacles a la gràcia. Ara bé, per evitar conflictes amb els ortodoxos, es va usar l'expressió «contenen la gràcia» i no «causen la gràcia» i la contenen «ex operi operato» segons expressió que indica la seva eficàcia sobrenatural pròpia. No obstant això, es va condicionar tal eficàcia al fet que el ministre vulgui fer amb ells el que fa l'Església i realitzi allò essencial a cada sagrament.
A més es va indicar que tres eren els sagraments que conferien «caràcter» (i que, per tant, només podien ser rebuts una sola vegada): el Baptisme, la Confirmació i l'Ordre.

### La Contrareforma
Els principals temes afrontats pels teòlegs de la Contrareforma són: la definició de sagrament, la manera de causalitat de la gràcia en ells i la naturalesa de la gràcia sacramental (en relació amb la gràcia santificant). El Catecisme de Pius V va oferir una definició que incloïa els diversos elements de Trento:
| «                 | Rem sensibus subiectam, quae ex Dei Institutionis, sanctitatis et iustitiæ tum significandae tum efficiandae | » |
| — Segona part, 11 | |   |

i el Papa Alexandre VII va aclarir que quan el Concili deia que el ministre havia de tenir intenció de fer el que fa l'Església, tal intenció no és només externa (realitzar amb detall el ritu prescrit) sinó també interna (voler fer amb això el que l'Església afirma que es realitza).

### La Il·lustració
L'auge del racionalisme va suposar un trencament en la teologia dels reformadors que varen anar arraconant el simbolisme. La reacció dels catòlics va ser més aviat la de subratllar allò que és raonable de l'acte de fe però també, en alguns casos, una exigència d'idoneïtat tal que la pràctica sacramental es va reduir considerablement.

## Sagrament a la teologia catòlica contemporània

### El Concili Vaticà II
La reflexió del Concili Vaticà II es veuria influïda pel moviment litúrgic i el moviment patrístic. Gràcies a aquestes tendències teològiques, es va recuperar la noció de mysterion que es va aplicar a l'Església i que va tenir part important en les discussions conciliars.
Un altre desenvolupament teològic contemporani que va aportar llum sobre la noció de sagrament va ser la teologia de la història. En subratllar l'aspecte històric essencial del cristianisme, els sagraments són vistos com a «esdeveniments de salvació», equiparables als fets que l'Antic Testament narra de la vida del poble d'Israel. En aquest sentit, el teòleg Jean Daniélou reprèn -a partir de la mistagògia de la patrologia grega- la idea del lloc dels sagraments amb vista a la restauració final de totes les coses en Crist (escatologia): memorials de la Pasqua de Crist.
Els pares conciliars van prendre i van assumir aquestes reflexions teològiques en la Constitució Sacrosanctum Concilium i en la Constitució dogmàtica Lumen Gentium. A més, es va perfeccionar la doctrina de Trento en relació amb la fe: Els sagraments «fidem non solum supponunt, set verbis et rebus alunt, roborant, exprimunt; Quare fidei sacramenta dicuntur» (SC 59).
Tres tendències de reflexió ha seguit la teologia post conciliar:
- Aprofundeix en la manera en què cada sagrament és una trobada amb Crist.
- Recull la centralitat de l'Eucaristia traient les conclusions d'això.
- Relació dels sagraments amb la sacramentalitat de l'Església.

### El catecisme de Joan Pau II
Com es va esmentar abans, aquest text va adoptar l'explicació antropològica en relació amb el nombre dels sagraments. Ara bé, pel que fa a l'explicació assumeix i completa la teologia del Concili Vaticà II.
Dels números 1113 al 1130 tracta de la relació entre el Misteri Pasqual i els sagraments
Dels números 1135 al 1186 els enquadra en la litúrgia de l'Església.
Finalment dedica la secció segona de la segona part als set sagraments.
Al número 1084, després de recordar que els sagraments van ser fundats per Crist, ofereix una definició: «Els sagraments són signes sensibles (paraules i accions) accessibles a la nostra humanitat actual. Realitzen eficaçment la gràcia que signifiquen en virtut de l'acció de Crist i pel poder de l'Esperit Sant ». O també en el número 1131: «Els sagraments són signes eficaços de la gràcia, instituïts per Crist i confiats a l'Església pels quals ens dona la vida divina. Els ritus visibles sota els quals se celebren els sagraments, signifiquen i realitzen les gràcies pròpies de cada sagrament. Donen fruit en els qui els reben amb les disposicions requerides».

## Teologia catòlica: els 7 sagraments

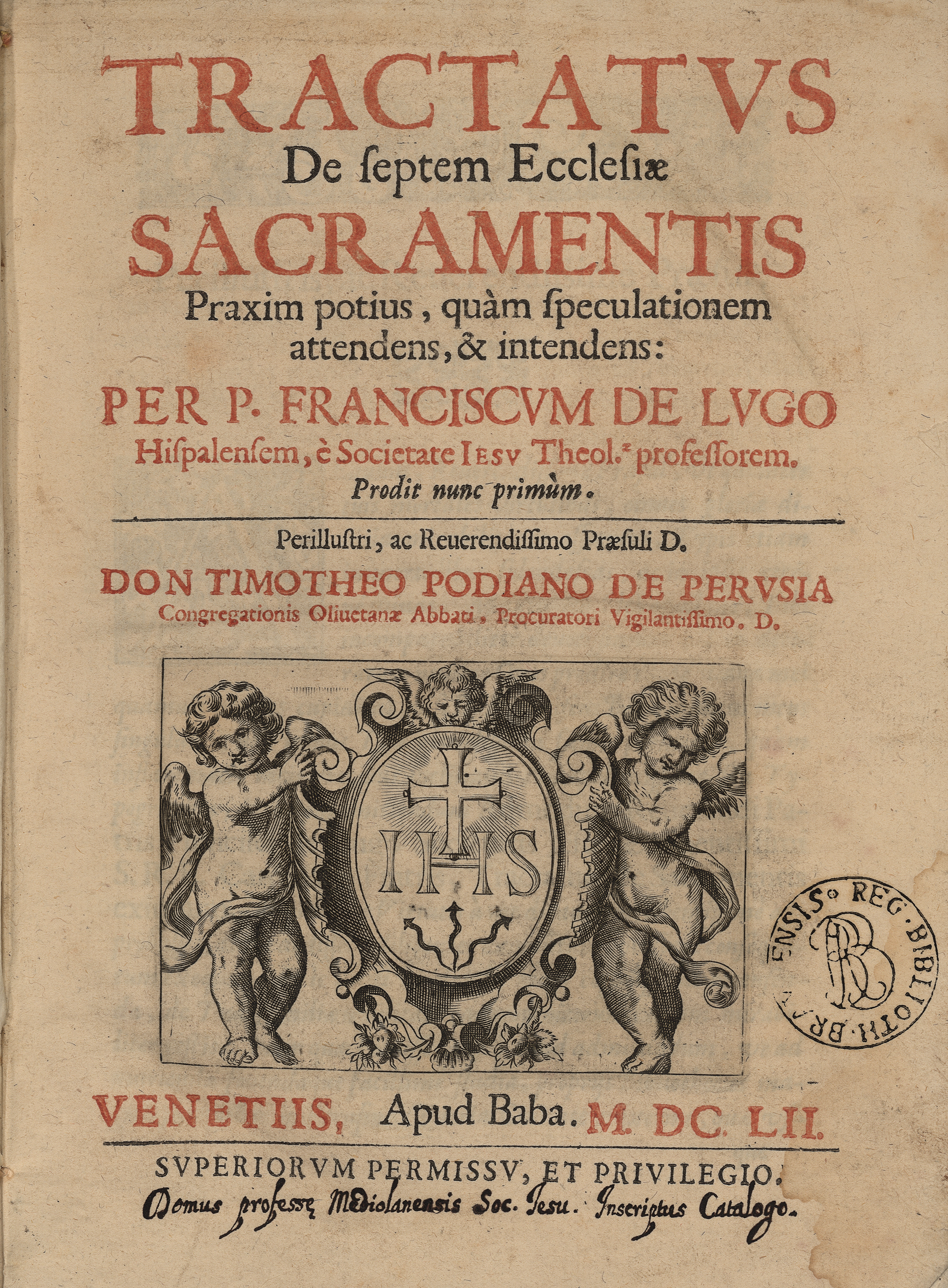
Francisco de Lugo, De septem Ecclesiae sacramentis, 1652

L'Església Catòlica celebra set sagraments, que són: Baptisme, Confirmació (o Crisma), Eucaristia, de Reconciliació, Unció dels malalts, Orde i Matrimoni. Segons la seva doctrina, "tots els sagraments estan ordenats per l'Eucaristia« com per al seu fi »(S. Tomàs d'Aquino)". A l'Eucaristia, es renova el misteri pasqual de Crist, i s'actualitza i renova així la salvació de la humanitat.
El sagrament catòlic és un acte ritual destinat als fidels, perquè ells rebin la gràcia de Déu, i destinat també a conferir sacralitat a certs moments i situacions de la vida cristiana. Van ser instituïts per Jesucrist com a "senyals sensibles i eficaços de la gràcia […] mitjançant els quals ens és concedida la vida divina" o la salvació i van ser confiats a l'Església. A través d'aquestes senyals o gestos divins, "Crist actua i comunica la gràcia, independentment de la santedat personal del ministre", encara que "els fruits dels sagraments depenen també de les disposicions de qui els rep ".
En celebrar, l'Església Catòlica, a través de les paraules i elements rituals, alimenta, expressa i fortifica la seva fe i la fe de cadascun dels seus fidels. Aquests senyals de gràcia constitueixen una part integrant i inalienable de la vida cristiana de cada fidel. Els sagraments són necessaris per a la salvació dels creients perquè elles confereixen la gràcia de Déu, "el perdó dels pecats, l'adopció de fills de Déu, la conformació a Crist Senyor i la pertinença a l'Església".
L'Esperit Sant prepara per a la recepció dels sagraments mitjançant la Paraula de Déu i de la fe que acull la Paraula en els cors ben disposats. Llavors, els sagraments enforteixen i expressen la fe. El fruit de la vida sacramental és a la vegada personal i eclesial. D'una banda, aquest fruit és per a cada creient una vida per Déu en Jesús; de l'altra, és per a l'Església el seu continu creixement en la caritat i en la seva missió de testificar.
Els sagraments són llavors gestos de Déu en la vida de cada creient, que s'expressen simbòlicament i espiritual. Per tant, són considerats:
- Senyals sagrats, perquè expressen una realitat sagrada, espiritual;
- Senyals eficaços, perquè, a més, simbolitzen un cert efecte; en realitat el produeix;
- Senyals de la gràcia, perquè transmeten dons diversos de la gràcia divina;
- Senyals de fe, no solament perquè suposen la fe en qui els rep, sinó també perquè nodreixen, afermen i expressen la seva fe;

## Els Set Sagraments
Els set sagraments marquen les diferents etapes importants de la vida cristiana dels creients, que es divideixen en tres categories:
- Sagraments de la Iniciació Cristiana (Baptisme, Confirmació i Eucaristia) que "assenten les bases de la vida cristiana: els fidels renascuts en el Baptisme, enfortits per la Confirmació i són alimentats per l'Eucaristia ";[10]
- Sagraments de curació (Penitència i Unció dels malalts);
- Sagraments al servei de la comunió i la missió (Orde i Matrimoni).

Aquests sagraments també es poden agrupar en només dues categories:
- Els que expressen el caràcter permanent i deixen una marca indeleble en qui els rep i, per tant, només poden ser administrats un cop per a cada creient, i que són el Baptisme, la Confirmació, el Matrimoni i l'Orde;
- Aquells que es poden administrar reiteradament.

### Baptisme

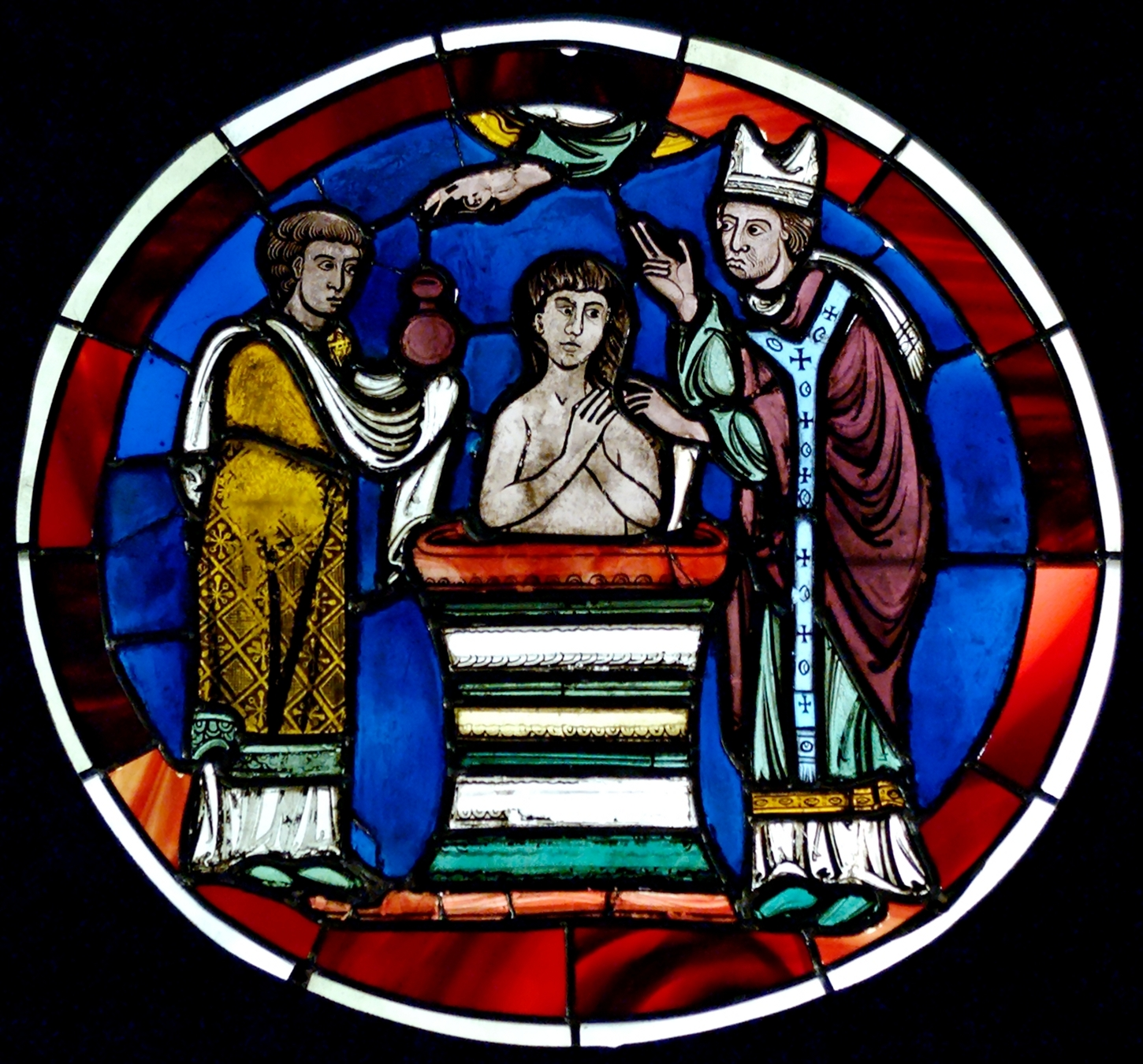
Escena del baptisme. Vitrall,últim quart del segle 12. Sainte-Chapelle de París.

El baptisme és entès com el sagrament que obre les portes de la vida cristiana al batejat, incorporant a la comunitat catòlica, el gran Cos místic de Jesucrist, que és l'Església en si. Aquest ritu de la iniciació cristiana és fet normalment amb aigua en el baptisme, amb la immersió, efusió o aspersió. O utilitzant altres paraules del Compendi del Catecisme de l'Església Catòlica, "el ritu essencial del Baptisme consisteix a submergir en l'aigua al candidat o vessar l'aigua sobre el seu cap, mentre s'invoca el nom del Pare i Fill i Esperit Sant. El baptisme significa submergir " en la mort de Crist i ressuscitat amb Ell com a nova criatura".
El baptisme perdona el pecat original i tots els pecats personals i el càstig a causa del pecat. Possibilita als batejats la participació en la vida trinitària de Déu mitjançant la gràcia santificant i la incorporació a Crist i en l'Església. Confereix també les virtuts teologals i els dons de l'Esperit Sant. Un cop batejat, el cristià és sempre un fill de Déu i un membre inalienable de l'Església i també pertany per sempre a Crist. A més el batejat comparteix amb Ell la missió de ser Profeta (predicar la paraula de Déu, especialment als fills o als qui no coneguin a Jesús),Sacerdot (oferir sacrificis a Déu dins de la nostra vida diària, i deixar de fer activitats que ens agradin molt o bé fent aquelles que no són del nostre grat, sempre oferint per alguna intenció personal, recordant que tot és per a major glòria de Déu) i la de ser Rei(preocupar-se, com Jesús, per aquells més necessitats i oblidats: pobres, malalts, empresonats) ocupant-nos a fer oració per ells si és que no podem ajudar-los físicament.
Tot i que el baptisme és essencial per a la salvació, els catecumens,tots els que moren a causa de la fe (Baptisme de sang), […] tots els que sota l'impuls de la gràcia, sense conèixer Crist i l'Església, cerquen sincerament Déu i s'esforcen per complir amb la seva voluntat (Baptisme de desig), aconsegueixen obtenir la salvació sense ser batejats, perquè d'acord amb la doctrina de l'Església Catòlica, Crist va morir per la salvació de tots. Els nens que moren sense batejar, l'Església, en la seva litúrgia, els confia a la misericòrdia de Déu, que és il·limitada i infinita.

#### Edat
A l'Església Catòlica, el baptisme es dona tant a nens com a adults convertits que no han estat abans batejats vàlidament (el baptisme, en major part de les esglésies cristianes, és considerat vàlid per l'Església Catòlica perquè es considera que l'efecte prové directament de Déu, independentment de la fe personal, encara que no la intenció, del sacerdot).
Però l'Església Catòlica insisteix en el baptisme als nens perquè "havent nascut amb el pecat original, necessiten ser alliberats del poder del maligne i ser transferits al regne de la llibertat dels fills de Déu". Per això, l'Església recomana als fidels fer tot el possible per evitar que una persona no batejada vingui a morir en la seva presència sense la gràcia del baptisme. Així, encara que el sagrament hagi de ser administrat per un sacerdot, davant d'un malalt no batejat, qualsevol persona pot i ha de batejar, dient: "Et batejo en el nom del Pare, del Fill i de l'Esperit Sant" mentre que, amb el polze de la mà dreta, dibuixa una creu al front, la boca i el pit del malalt.
El fet que el baptisme sigui generalment administrat als nens nounats, que, per això, no entren en la vida cristiana per la seva pròpia voluntat, explica què requereixen aquestes persones per rebre un altre sagrament, la Confirmació, quan arriben a una edat a la qual tenen discerniment i intel·lecte suficient per professar conscientment la fe i decidir si ha o no romandre en l'Església Catòlica. Si és així, llavors estarà en aquest cas, confirmant la decisió que els seus pares o tutors van fer en el seu nom en el dia del seu baptisme. No obstant això, com que aquest sagrament imprimeix caràcter, qui va rebre el baptisme, independentment que ho confirmi o no pel sagrament del Crisma o Confirmació, estarà batejat per sempre.

#### Símbols
A l'Església Catòlica, el sagrament del baptisme té diversos símbols, però hi ha quatre principals, que són: l'aigua, l'oli, la túnica blanca i el ciri. Cadascun d'ells representa un misteri en la vida dels batejats. A més d'aquests símbols (que són els principals), el ritu romà també estableix la sal, però aquest símbol és utilitzat només d'acord amb les orientacions pastorals de les Esglésies particulars.
Vegem els significats dels símbols:
-Aigua: Representa el passatge de la vida "pagana" a una "nova vida". Ella té el factor de purificació, ens renta del pecat original.
-Oli: Representa la fortalesa de l'Esperit Sant. Antigament, els lluitadors usaven l'oli abans de les lluites per deixar els seus músculs rígids i així poder vèncer. A la nova vida adquirida pel baptisme el té la mateixa funció: revestir el batejat per a les lluites quotidianes contra els paranys del maligne.
-Túnica blanca: Representa la nova vida adquirida pel baptisme. Quan prenem un bany vestim una roba neta; en el baptisme no seria diferent: som rentats en l'aigua i vestits amb una nova vida.
-Ciri: Té dos significats: l'Esperit Sant i el do de la fe. Pel baptisme som revestits de moltes gràcies i la principal és l'Esperit Sant, perquè serem units a Déu com a fills per ser santificats i aquesta santificació és realitzada a través de l'Esperit Sant. La fe és un do fonamental per a la nostra vida; és a través de la qual reconeixem Déu i per ella rebem la seva gràcia.

### Crisma o Confirmació
La confirmació del Baptisme o Crisma és quan el batejat reafirma la seu fe en Crist, és ungit durant la cerimònia i rep els set dons de l'Esperit Sant. La unció és feta pel bisbe o pare autoritzat, amb oli beneït el dijous de la Setmana Santa.
És un sagrament instituït per donar oportunitat a una persona - que va ser batejada per decisió aliena i que té, per davant de l'Església, compromisos assumits per altres persones en nom davant de la pila baptismal - de confirmar el desig de ser membre de la família cristiana dins de l'Església Catòlica i de reafirmar aquells compromisos, després d'arribar a l'"edat de la raó".
Simplement, la cerimònia és la renovació de les "promeses baptismals", preguntes pel bisbe que presideix, en general, fa en veu alta i respon de la mateixa manera en la Confirmació de la comunitat.
Com el baptisme, la confirmació també imprimeix caràcter, i es pot administrar només una sola vegada a cada persona.
Com que és un acte d'afirmació dels compromisos, la persona pot no rebre mai el crisma o, quan va a participar de la cerimònia, pot deixar de confirmar aquests compromisos.
De tota manera, el que no va ser confirmat o aquell que refusà de renovar els compromisos del baptisme, pot fer-ho en qualsevol moment.
El crisma és, per tant, un sagrament dependent, complementari al baptisme, ja que no té importància per als que no han estat batejats.

### Eucaristia
És la celebració en memòria de Crist, que recorda el Sant Sopar, la passió i la resurrecció, en què el cristià rep l'hòstia consagrada.
És el sagrament culminant, que dona als fidels l'oportunitat de rebre i ingerir físicament el que consideren com sent o cos de Jesucrist, allò en què es va transformar el pa consagrat pel sacerdot, així com el vi es transforma en seva sang.
Al sagrament de l'Eucaristia, l'hòstia consagrada (el pa) és distribuïda als fidels, que la situen a la boca i ingereixen lentament i respectuosa.
Per rebre l'hòstia, el fidel ha d'estar en "estat de gràcia", és a dir, ha d'haver abans confessat els seus pecats i rebut el perdó diví a través del sagrament de la confessió o Penitència.
La consagració no forma part del sagrament de l'eucaristia. És un ritu precedent i separat. És un acte que només els sacerdots tenen el poder de practicar.
Normalment, la consagració s'esdevé durant la celebració de la Missa, ritu també anomenat de Sant Sacrifici. El sacrifici és precisament l'acte de la consagració. Consisteix en la recreació, durant la missa, d'un moment de l'Últim Sopar dels apòstols amb Crist, quan Ell va servir pa i vi als apòstols, dient-los que allò era el seu cos i la seva sang.
L'Església Catòlica sosté que, quan el sacerdot pronuncia les paraules rituals "Això és el meu cos" en relació amb el pa i "Això és la meva sang" en relació al vi, succeeix un fenomen anomenat transsubstanciació, és a dir, la substància material que constitueix el pa es converteix en el cos de Crist i la que constitueix el vi es transmuta en La seva sang.
El pa transsubstanciat és distribuït als fidels que, quan ingereixen l'hòstia, estan ingerint el cos de Crist. L'Eucaristia és considerada el sagrament de l'acció de gràcies, en l'accepció de la paraula original grega εὐχαριστία (transc. "eukharistia").

### Reconciliació o Penitència
És la confessió dels pecats a un sacerdot, que aplica la penitència per, un cop complerta, propiciar la reconciliació amb Crist. En altres paraules, és el sagrament que dona al cristià catòlic l'oportunitat de reconèixer les seves faltes i, si d'elles n'està penedit, l'oportunitat de ser perdonat per Déu.
El reconeixement de les faltes és la seva confessió a un sacerdot, que pot sentir en nom de Déu i concedir a aquell fidel el seu perdó.
Des del punt de vista formal, el confessant s'agenolla davant un sacerdot, el confessor. El confessant li declara que va pecar, que vol confessar el que va fer i que vol demanar a Déu que perdoni els seus pecats.
Després d'escoltar-lo, el sacerdot pot oferir les seves paraules de consell, de censura, d'orientació i confort al penitent, i li recomana la penitència que haurà de complir.
El confessat ha de resar l'oració anomenada Acte de penediment; després el sacerdot pronuncia les paraules de perdó i beneeix el penitents, que es retira per complir la penitència que se li va prescriure.
L'Església Catòlica considera el sagrament de la penitència un acte purificador, que ha de ser practicat abans de l'Eucaristia, perquè aquesta sigui rebuda amb l'ànima neta pel perdó dels pecats.
Un dels més rígids deures imposats al sacerdot per l'Església és el secret de confessió. Al sacerdot li està rigorosament i totalment prohibit de revelar el que sent al confessionari. L'incompliment d'aquest deure és considerat un dels més grans i més greus pecats que un sacerdot pot cometre i el subjecta a penalitats severíssimes imposades per l'Església.
En les últimes dècades, especialment després del Concili Vaticà II -, i en vista de les dificultats cada vegada majors a causa del nombre insuficient de sacerdots - la confessió individual, ha estat substituïda per una confessió comunitària, en la qual el relat del pecat no es fa als altres participants, sinó els errors són revisats per cada persona en silenci, abans que tots junts preguin l'"acte de contrició".

### Unció dels malalts
La unció dels malalts és el sagrament pel qual el sacerdot prega i ungeix els malalts per estimular-los la cura mitjançant la fe, escolta els seus laments i els promou el perdó de Déu.
Aquest sagrament pot ser donat a qualsevol persona que es trobi en estat de malaltia, i no només a persones que estan en perill de mort.

### Orde
El sagrament de l'orde concedeix l'autoritat per exercir funcions i ministeris eclesiàstics que es refereixen al culte de Déu i a la salvació de les ànimes.
Està dividit en tres graus:
L'Episcopat: Confereix la plenitud de l'orde. Torna el candidat legítim successor dels apòstols i li és confiat els oficis d'ensenyar, santificar i regir.
El Presbiteriat: Configura el candidat al Crist sacerdot i bon pastor. És capaç d'actuar en nom de Crist Cap i administrar el culte diví.
El Diaconat: Confereix al candidat l'orde per al servei a l'Església, a través del culte diví, de la predicació, de l'orientació i sobretot, en la caritat.

### Matrimoni
És el sagrament que estableix i santifica la unió entre un home i una dona per fundar una família cristiana. Matrimoni és el casament entre home i dona, celebrat a l'Església i santificat en la indissolubilitat i en la fidelitat.
És un dels sagraments que imprimeixen caràcter, encara que de forma diferent del baptisme, del crisma i de l'orde. Aquests tres últims deixen al fidel que el rep una marca indeleble que l'acompanya per tota l'eternitat. Qui va ser batejat, qui va ser ordenat sacerdot, tindrà aquesta condició independent de qualsevol cosa, fins i tot que decideixi després convertir-se a un altre credo religiós o abandonar el sacerdoci.
El matrimoni imprimeix caràcter sobre la parella, sobre el conjunt que els dos cònjuges passaran a formar, i és, per això, doctrinàriament indissoluble. El caràcter imprès pel matrimoni es dissol amb la mort d'un dels cònjuges. És un sagrament que només existeix amb dos participants.
Un altre tret distintiu és que el sagrament del matrimoni no és celebrat pel sacerdot, sinó per la parella que, en realitzar el sagrament davant de l'Església, demana i rep del sacerdot la benedicció per a la nova família que està naixent.
Les esglésies ortodoxes també celebren aquests set sagraments. Per a les esglésies reformades, com s'ha esmentat abans, aquests símbols manifesten la gràcia, però no la confereixen.